# Blato (Pirot)
Pour les articles homonymes, voir Blato.
Blato (en serbe cyrillique : Блато) est un village de Serbie situé dans la municipalité de Pirot, district de Pirot. Au recensement de 2011, il comptait 573 habitants.

## Démographie

### Évolution historique de la population
| 1948  | 1953  | 1961 | 1971 | 1981 | 1991 | 2002 | 2011 |
| ----- | ----- | ---- | ---- | ---- | ---- | ---- | ---- |
| 1 150 | 1 112 | 985  | 884  | 792  | 697  | 630  | 573  |

|  |